# Col·legiata de Sant Dionís
|  | Per a altres significats, vegeu «Sant Dionís». |

La col·legiata de Sant Dionís a Lieja (Bèlgica) era una església d'estil romànic carolingi construïda a finals del segle xi. S'integra en un circuit turístic que reuneix les set col·legiates de la ciutat: Sant-Pere, Santa Creu, Sant Pau, Sant Joan, Sant Dionís, Sant Martí i Sant Bartomeu.

## Història

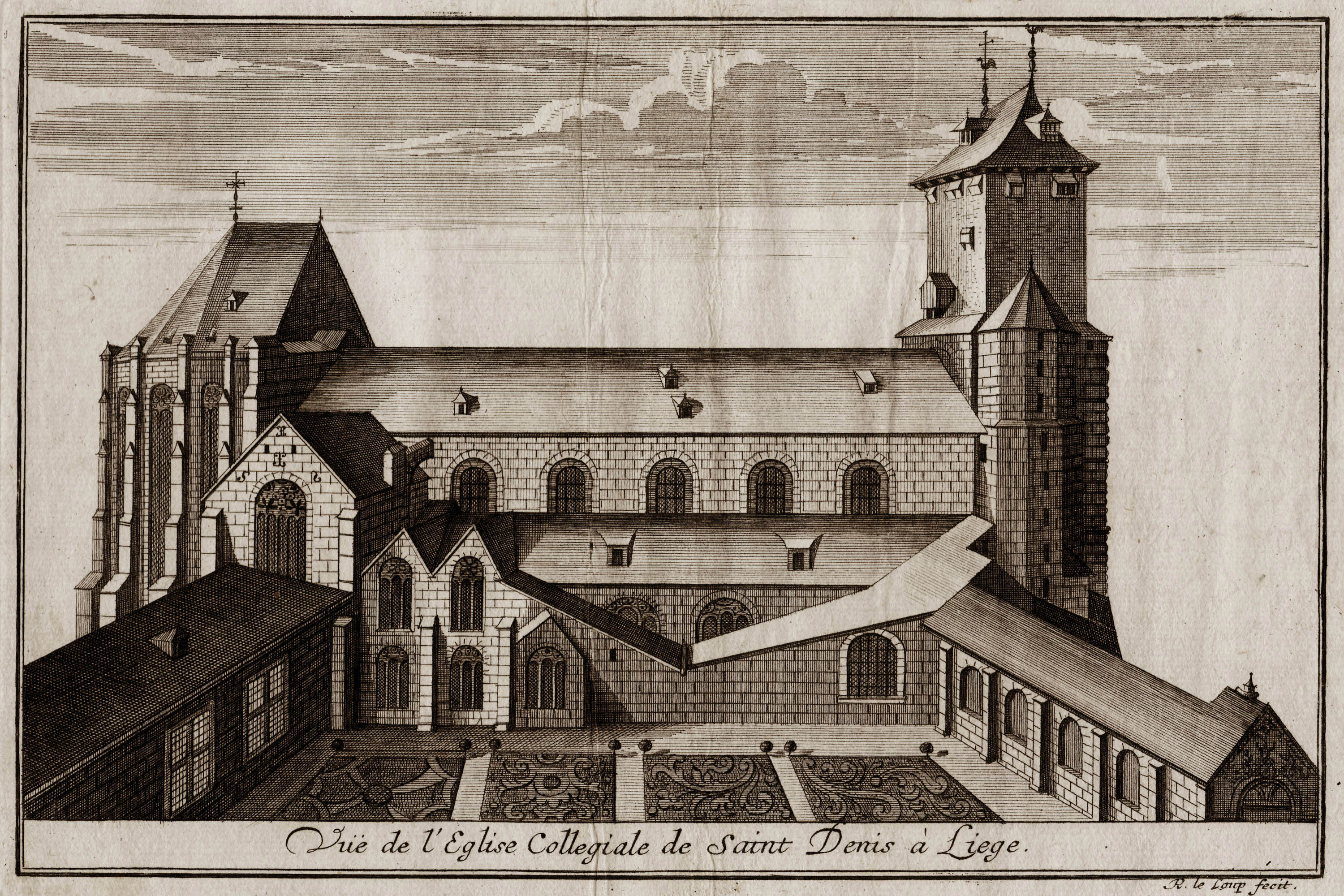
La col·legiata el 1740

Segons les Gesta d'Anselm de Lieja, la col·legiata va ser fundada el 987, sota el regnat del príncep bisbe Notger, per tres germans, Nitard, Joan i Godescalc, amb un capítol de vint —i més tard trenta— canonges. La torre fortificada va ser integrada en la primera muralla de la ciutat. Va fer-se malbé durant un incendi el 1003. Notger n'ordenà la reconstrucció que va ser inaugurada el 1011 pel seu successor, Balderic II.
A l'inici del segle xv es va reemplaçar el cor romànic per l'actual en estil gòtic. A la fi del segle xvii l'interior s'adapta al gust barroc del moment, que encara s'hi troba en l'actualitat. El claustre va ser reconstruït al segle xviii. Durant l'ocupació francesa del 1798 el capítol va ser abolit. L'edifici va patir una profunda restauració el 1987. Després del concordat del 1801 entre Napoleó i Pius VII va retornar al culte com a església parroquial; reuní les parròquies suprimides de Santa Aldegonda, Sant Esteve, Sant Gangulf, Santa Caterina i Santa Magdalena.

## Patrimoni
- Púlpit del segle xviii.
- Caixa de l'orgue del 1589 construït per Jakob Niehoff de s-Hertogenbosch. La part musical de l'instrument va canviar molt en el curs del temps i l'orgue romàntic del 1866 és fora d'ús.[4]
- Retaule de Sant Dionís sobre la vida i la passió de sant Dionís, restaurat el 2014. Es va treure la pols de segles i un vernís posat el 1824, de manera poc respectuosa.[5]
- Faristol amb àliga de Jean Del Cour.

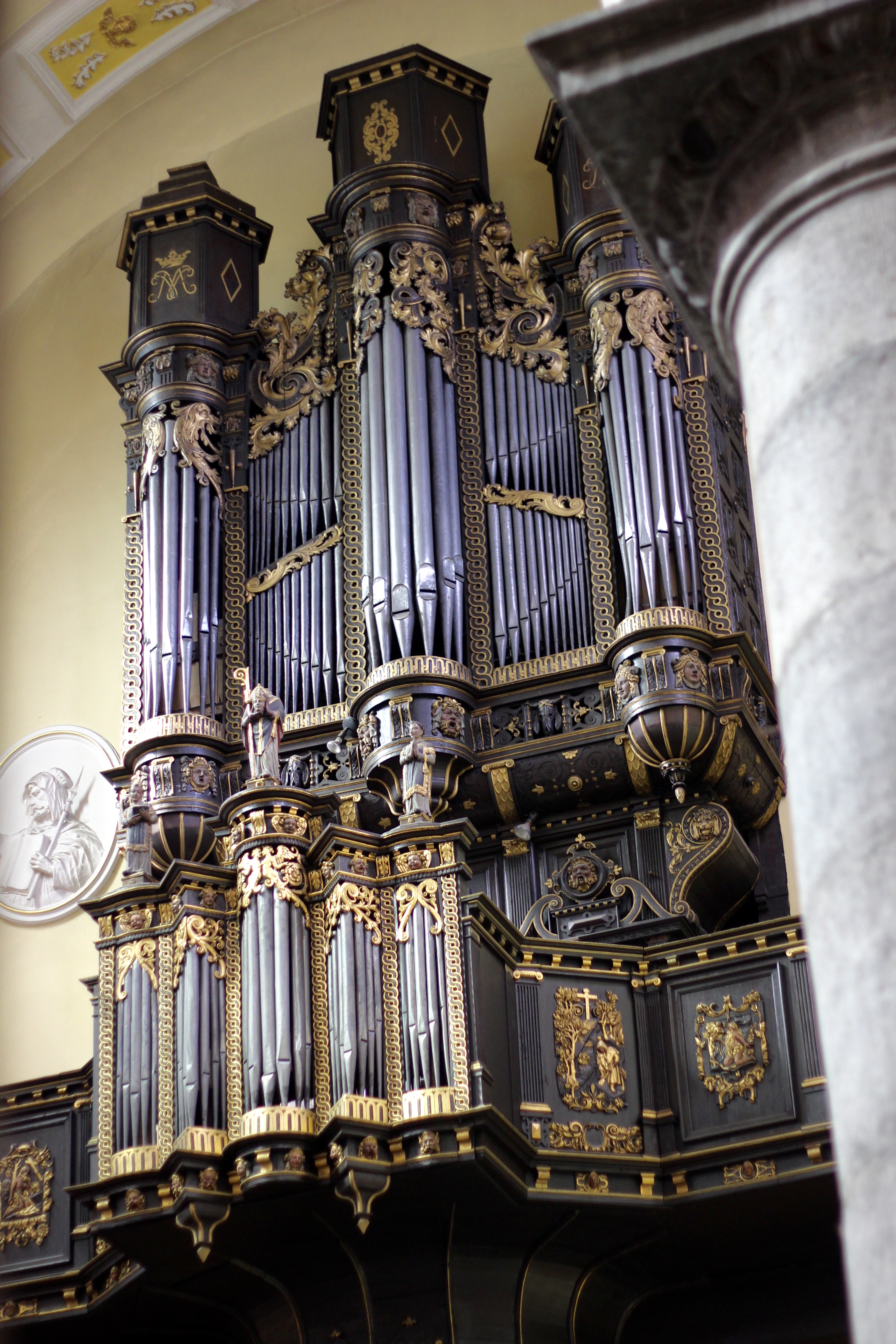
Caixa de l'orgue, obra de Jakob Niehoff
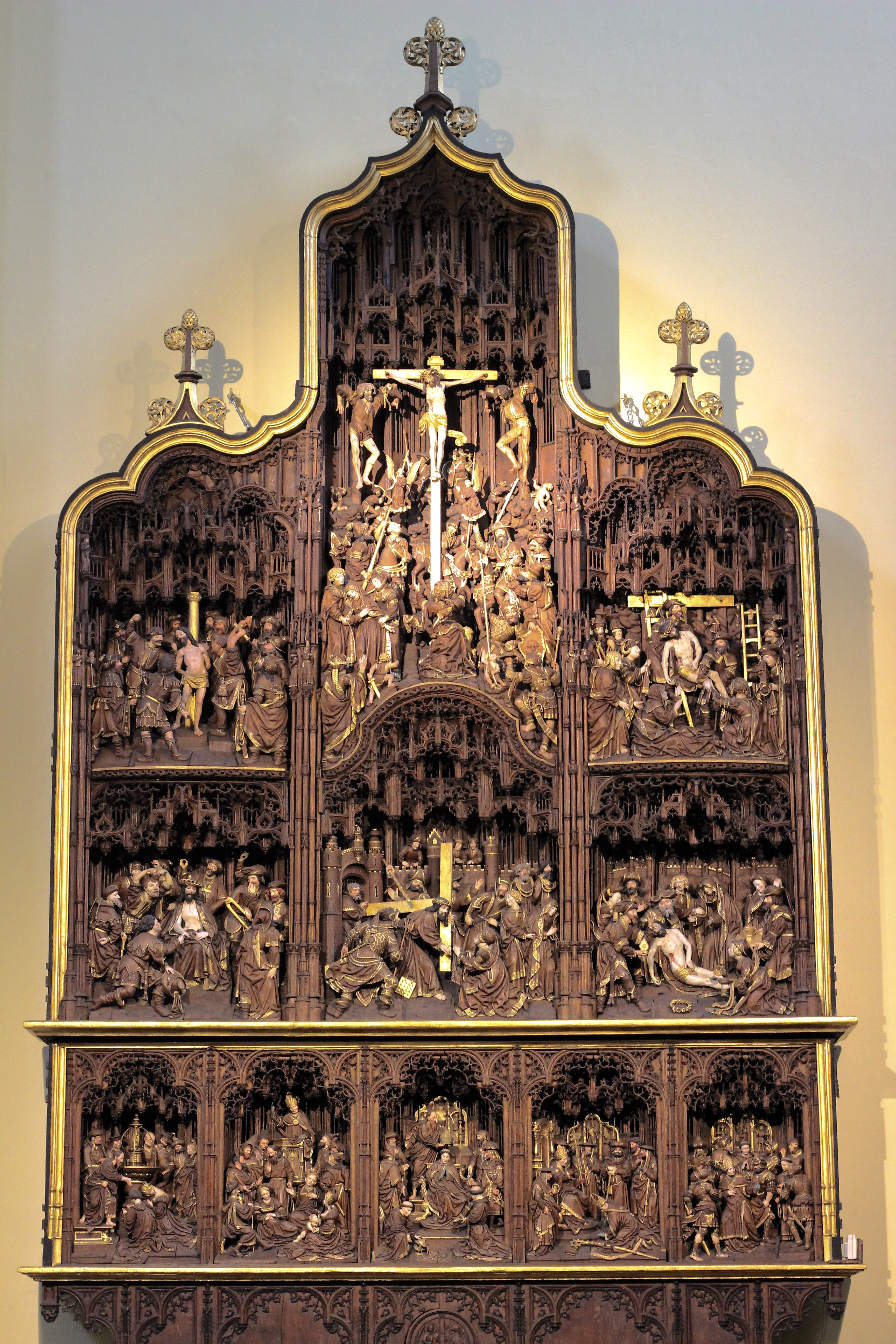
Retaule Passió de Sant Dionís
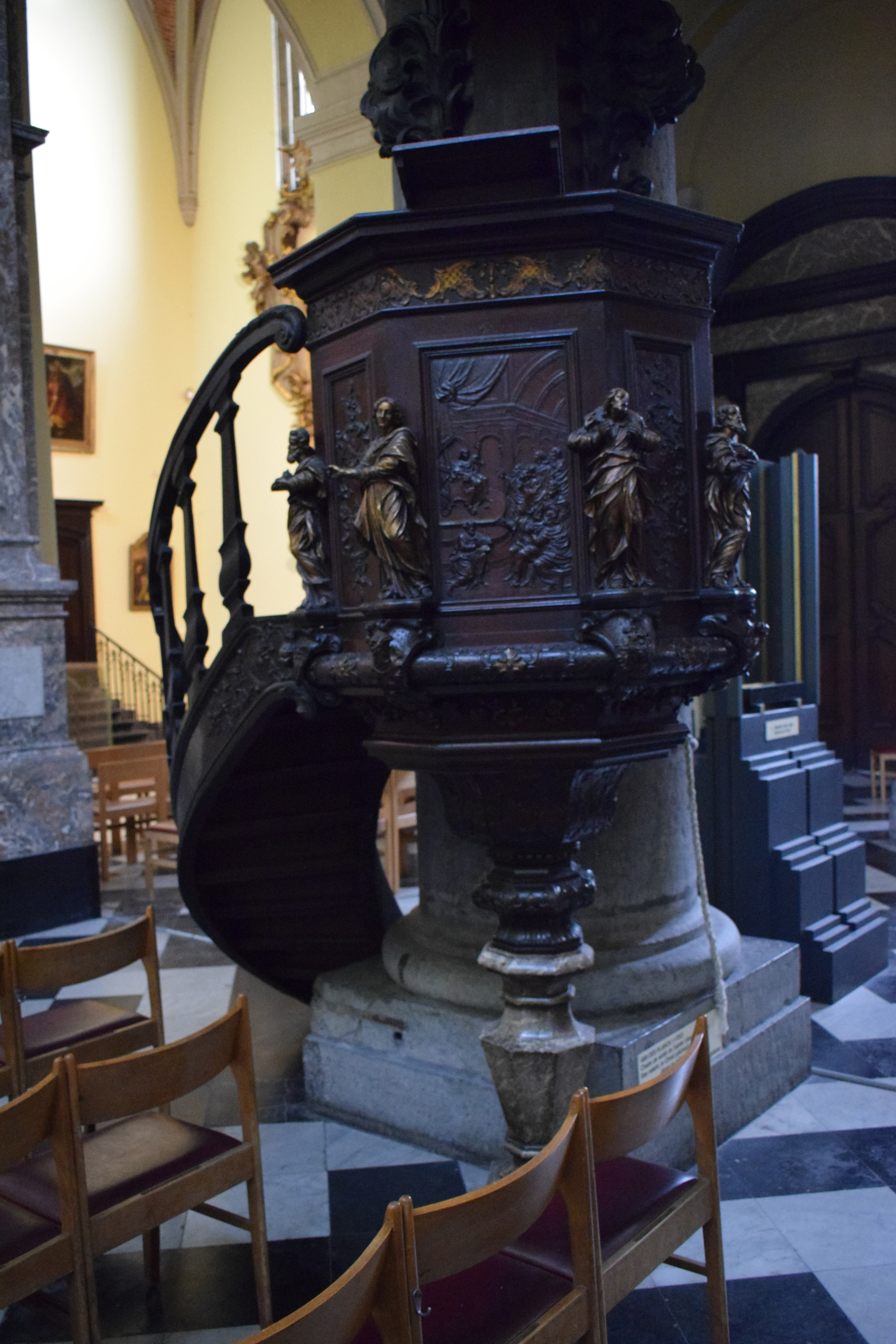
Púlpit
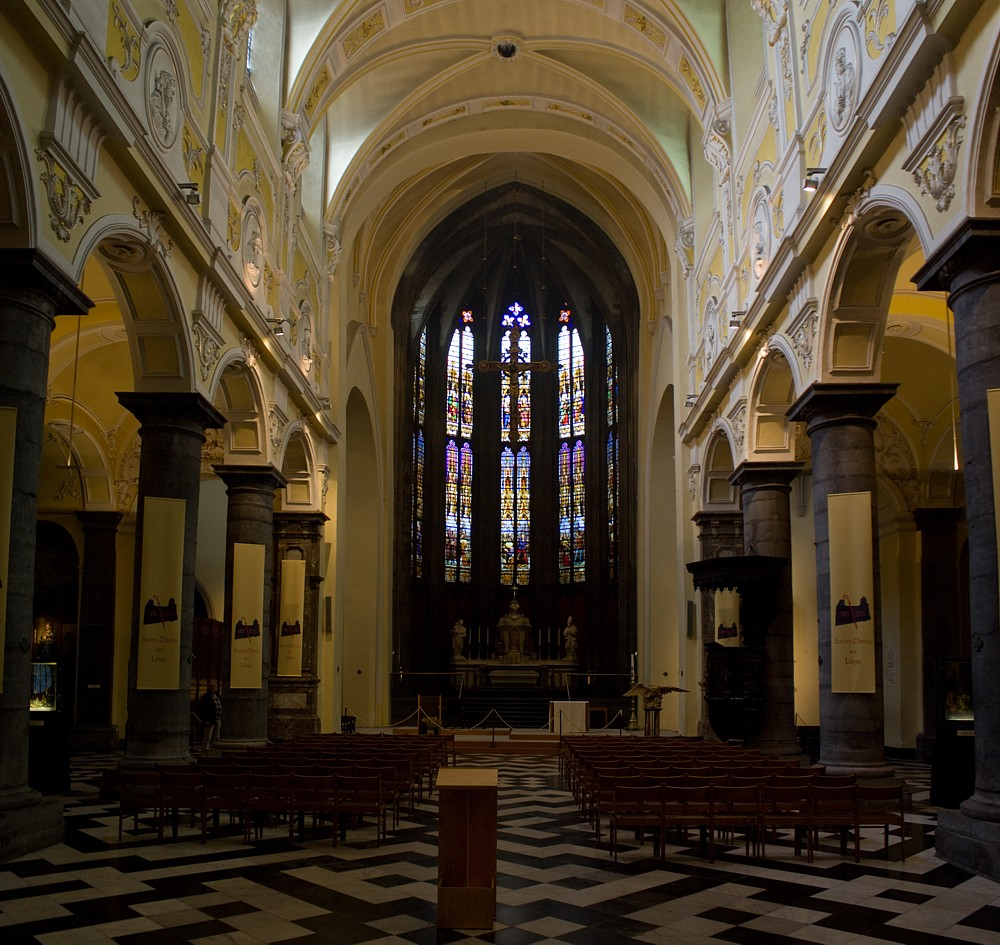
La nau